# Mranggen (Srumbung)
Mranggen is een bestuurslaag in het regentschap Magelang van de provincie Midden-Java, Indonesië. Mranggen telt 4212 inwoners (volkstelling 2010).